# 黛安娜·曼納斯
黛安娜·曼納斯，诺维奇子爵夫人（英語：Diana Olivia Winifred Maud Cooper, Viscountess Norwich，旧姓：Lady Diana Manners，1892年8月29日—1986年6月16日）是一個突出的社會人物，第八代拉特蘭公爵之女，生父為保守黨國會議員亨利·卡斯特，主要在倫敦和巴黎活躍，被公認為20世紀的美女。
年輕的黛安娜·曼納斯在一個著名的知識分子群體中活躍，他們大多數在第一次世界大戰中喪生。後來她嫁給了一個唯一的倖存者達夫·庫珀，後來他成為法國大使。他去世後，黛安娜·曼納斯寫了三卷的回憶錄，描述20世紀上流社會的生活。